# Championnats panaméricains de cyclisme de 1996
Navigation
Championnats panaméricains 1994 Championnats panaméricains 1997
Les Championnats panaméricains de cyclisme sont les championnats continentaux de cyclisme sur route et sur piste pour les pays membres de la Confédération panaméricaine de cyclisme.

## Podiums

### Cyclisme sur route
| Épreuves                      | Or              | Argent           | Bronze                  |
| ----------------------------- | --------------- | ---------------- | ----------------------- |
| Compétitions masculines élite |                 |                  |                         |
| Course en ligne               | Márcio May      | Rubén Pegorin    | Jamil Suaiden           |
| Contre-la-montre              | Dubán Ramírez   | Rubén Pegorín    | Hernandes Quadri Júnior |
| Compétitions féminines        |                 |                  |                         |
| Course en ligne               | Nicole Reinhart | Madelin Jorge    | Anrrosy Paruta          |
| Contre-la-montre              | Madelin Jorge   | Maritza Corredor | Márcia Guimarães        |

### Cyclisme sur piste
| Épreuves                | Or                                                                             | Argent                                                                      | Bronze                                                               |
| ----------------------- | ------------------------------------------------------------------------------ | --------------------------------------------------------------------------- | -------------------------------------------------------------------- |
| Compétitions masculines |                                                                                |                                                                             |                                                                      |
| Kilomètre               | Julio César Herrera                                                            | Miguel Clavero                                                              | Adnan Payne                                                          |
| Vitesse individuelle    | Julio César Herrera                                                            | Jason Beauregard                                                            | Gil Cordovés                                                         |
| Poursuite individuelle  | Christian Vande Velde                                                          | Iván Domínguez                                                              | Víctor Herrera                                                       |
| Poursuite par équipes   | Colombie Marlon Pérez Jhon Freddy García Alex Moncaliano José Julián Velásquez | Chili Luis Fernando Sepúlveda José Medina Marco Arriagada Marcelo Arriagada | États-Unis Tommy Mulkey Adam Payne Curtin Gunn Christian Vande Velde |
| Course aux points       | Óscar Villalobos                                                               | Milton Wynants                                                              | Víctor Herrera                                                       |
| Élimination             | Julián Velásquez                                                               | Jaime Ardila                                                                | Reinaldo Rodríguez                                                   |
| Compétitions féminines  |                                                                                |                                                                             |                                                                      |
| 500 mètres              | Nicole Reinhart                                                                | Daniela Larreal                                                             | Yumari González                                                      |
| Vitesse individuelle    | Daniela Larreal                                                                | Jeanne Farrell                                                              | Zuleika Jáurega                                                      |
| Poursuite individuelle  | Madelín Jorge                                                                  | Jeanne Farrell                                                              | Lismey Britapaz                                                      |
| Élimination             | Daniela Larreal                                                                | Zuleika Jáurega                                                             | Nicole Reinhart                                                      |